# Trường Trung học phổ thông Công nghiệp Việt Trì
Trường Trung học phổ thông Công nghiệp Việt Trì là một trường Trung học phổ thông công lập của tỉnh Phú Thọ, ngày nay tọa lạc tại Khu đô thị Nam Đồng Mạ, phường Thanh Miếu, thành phố Việt Trì, tỉnh Phú Thọ.

## Lược sử
Ngày 29 tháng 3 năm 1973, theo Quyết định của UBND tỉnh Vĩnh Phú, Trường THPT Công nghiệp Việt Trì được thành lập với tiền thân là Trường Bổ túc văn hóa vừa học, vừa làm. Ngày mới thành lập, trường tọa lạc tại đồi Gầu thuộc xã Dữu Lâu, thành phố Việt Trì với 4 lớp, 217 học sinh và 8 cán bộ, giáo viên. Năm học đầu tiên 1973 - 1974, trường tuyển sinh 113 học sinh vào lớp 8 (lớp 10 hiện nay).
Trong những năm đầu mới thành lập, cơ sở vật chất của nhà trường còn rất khó khăn, thiếu thốn, lớp học là nhà tranh vách nứa. Trải qua hơn nửa thế kỷ, do yêu cầu phát triển giáo dục của tỉnh và thành phố, trường đã ba lần chuyển địa điểm:
Năm 1976, trường chuyển về đồi Kê thuộc phường Thanh Miếu (nay là Trường Trung học cơ sở Lý Tự Trọng).
Đến năm 1990, trường chuyển về phố Việt Thắng, phường Thanh Miếu, thành phố Việt Trì. (ngày nay là Trường THPT Trần Phú)
Ngày 15 tháng 10 năm 2012, trước thềm kỷ niệm 40 năm thành lập, trường chính thức chuyển về cơ sở mới tại Khu đô thị Nam Đồng Mạ, phường Thanh Miếu, thành phố Việt Trì.
Từ quy mô nhỏ lẻ với ban đầu là những lớp bổ túc văn hóa, đến nay quy mô nhà trường luôn phát triển ổn định. Năm học 2022-2023, trường có 22 lớp, 871 học sinh. Đội ngũ cán bộ, giáo viên 100% có trình độ đào tạo đạt chuẩn, 18 giáo viên (26,9%) có trình độ thạc sĩ; 62,1% giáo viên được công nhận là giáo viên dạy giỏi các cấp, 63,6% giáo viên là chiến sĩ thi đua các cấp. Cơ sở vật chất của nhà trường khang trang, sạch đẹp với những phòng học cao tầng, nhà lớp học bộ môn, thư viện được trang bị đầy đủ, hiện đại, đáp ứng tốt cho việc học tập, giảng dạy, nghiên cứu khoa học của giáo viên và học sinh. Đảng bộ nhà trường với 4 chi bộ trực thuộc, 58 đảng viên (chiếm 86,6% biên chế). Nhiều năm liền Đảng bộ được công nhận hoàn thành tốt và hoàn thành xuất sắc nhiệm vụ. Các tổ chức đoàn thể trong trường đều được công nhận là đơn vị vững mạnh.
Từ mái trường này, đã có trên 21.170 học sinh được đào tạo với trên 7.000 học sinh tốt nghiệp các trường đại học, cao đẳng trở thành những công nhân, kỹ sư, bác sĩ, giáo viên, nghệ sĩ, nhà khoa học, nhà quản lý, doanh nhân,... Trong số đó có nhiều học sinh đã trở thành cán bộ lãnh đạo của Đảng, Nhà nước với các cương vị quan trọng ở các lĩnh vực: Kinh tế, chính trị, văn hóa, quân sự, khoa học, giáo dục, nghệ thuật,...
Hiệu trưởng Nhà trường (từ tháng 8/2023 - nay) là Tiến sỹ Nguyễn Xuân Quỳnh, nguyên Hiệu trưởng Trường THPT Việt Trì.

## Khen thưởng
- Huân chương Lao động hạng Nhất (2008).[2]
- Huân chương Lao động hạng Nhì (2002).
- Huân chương Lao động hạng Ba (1998).

## Cựu học sinh nổi bật
- Bùi Minh Châu, Uỷ viên BCHTW Đảng, Bí thư Tỉnh ủy, Chủ tịch HĐND tỉnh Phú Thọ, Trưởng đoàn ĐBQH tỉnh Phú Thọ
- Nguyễn Hữu Đông, Ủy viên BCHTW Đảng, Bí thư Tỉnh ủy, Chủ tịch HDND tỉnh Sơn La, Trưởng đoàn ĐBQH tỉnh Sơn La
- NSƯT Xuân Bắc - Giám đốc Nhà hát Kịch Việt Nam
- Diễn viên Đinh Thị Thúy Hà (Thúy Hà)
- Ca sĩ Phương Thúy Lưu trữ ngày 30 tháng 9 năm 2023 tại Wayback Machine - Top 3 Sao Mai 2013
- Nguyễn Thị Tuyết Chinh - Giám đốc Đài Phát thanh & Truyền hình tỉnh Phú Thọ
- Nguyễn Thị Thu Chung - Cục trưởng Cục Thi hành án Dân sự tỉnh Phú Thọ
- Trần Thị Nhung - Giám đốc Sở Tư pháp tỉnh Phú Thọ

## Hình ảnh

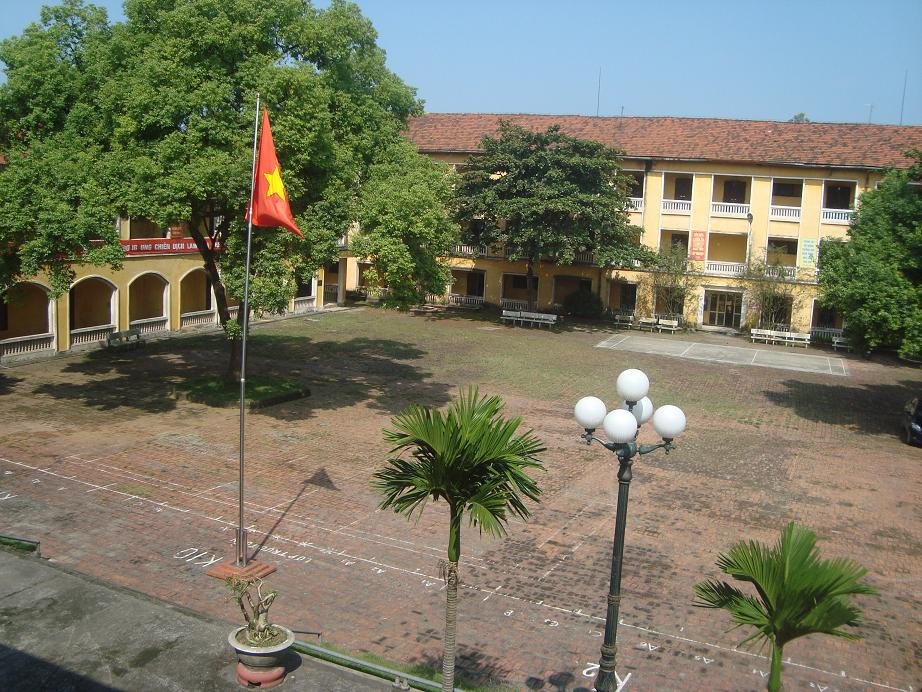
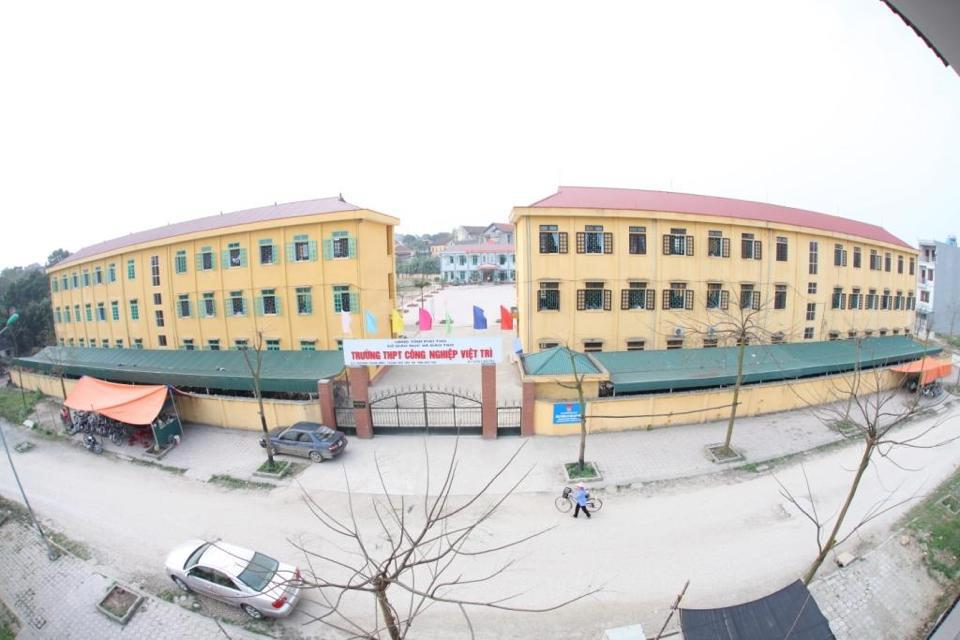